# Ray Lankester
Sir E. Ray Lankester KCB, FRS (15 de maig de 1847 – 13 d'agost de 1929) va ser un zoòleg britànic.
Estava especialitzat en la zoologia dels invertebrats i en la biologia evolutiva. Va ser catedràtic al University College London i la Universitat d'Oxford. Va ser el tercer director del Natural History Museum, i va ser premiat amb la Copley Medal de la Royal Society.
Ray Lankester probablement va rebre aquest nom en honor del famós naturalista John Ray, de qui el seu pare era un admirador.
Lankester apareix en diverses novel·les. És el model per a Sir Roderick Dover en la novel·la de H.G. Wells Marriage (Wells havia estat un dels seus alumnes), i en la novel·la Europa de Robert Briffault. Lankaster va ser amic de Karl Marx. També hauria sigut el model per al Professor Challenger a The Lost World d'Arthur Conan Doyle,
Lankester mai es va casar.

## Obra
Com Francis Balfour, Lankester pertany a la generació de naturalistes formada després de la publicació de L'origen de les espècies de Darwin. En l'acceptació de les teories darwinianes hi va tenir un gran paper Ernst Haeckel. Lankaster per tal d'integrar les dades de l'anatomia i l'embriologia en el marc evolucionista va postular la «teoria de la plànula» (capes germinals), molt similar a la teoria de la Gastraea de Haeckel.
Segons Lankester, hi havia tres classes d'animals: Homoblàstica (Protozoa), Diploblàstica (Coelenterata) i Triploblàstica (caracteritzada per una tercera capa –el mesoderm– i una cavitat interna a aquest. Així, a partir de la teoria de les capes germinals, Lankester va demostrar el monofiletisme de tots els tripoblàstics.

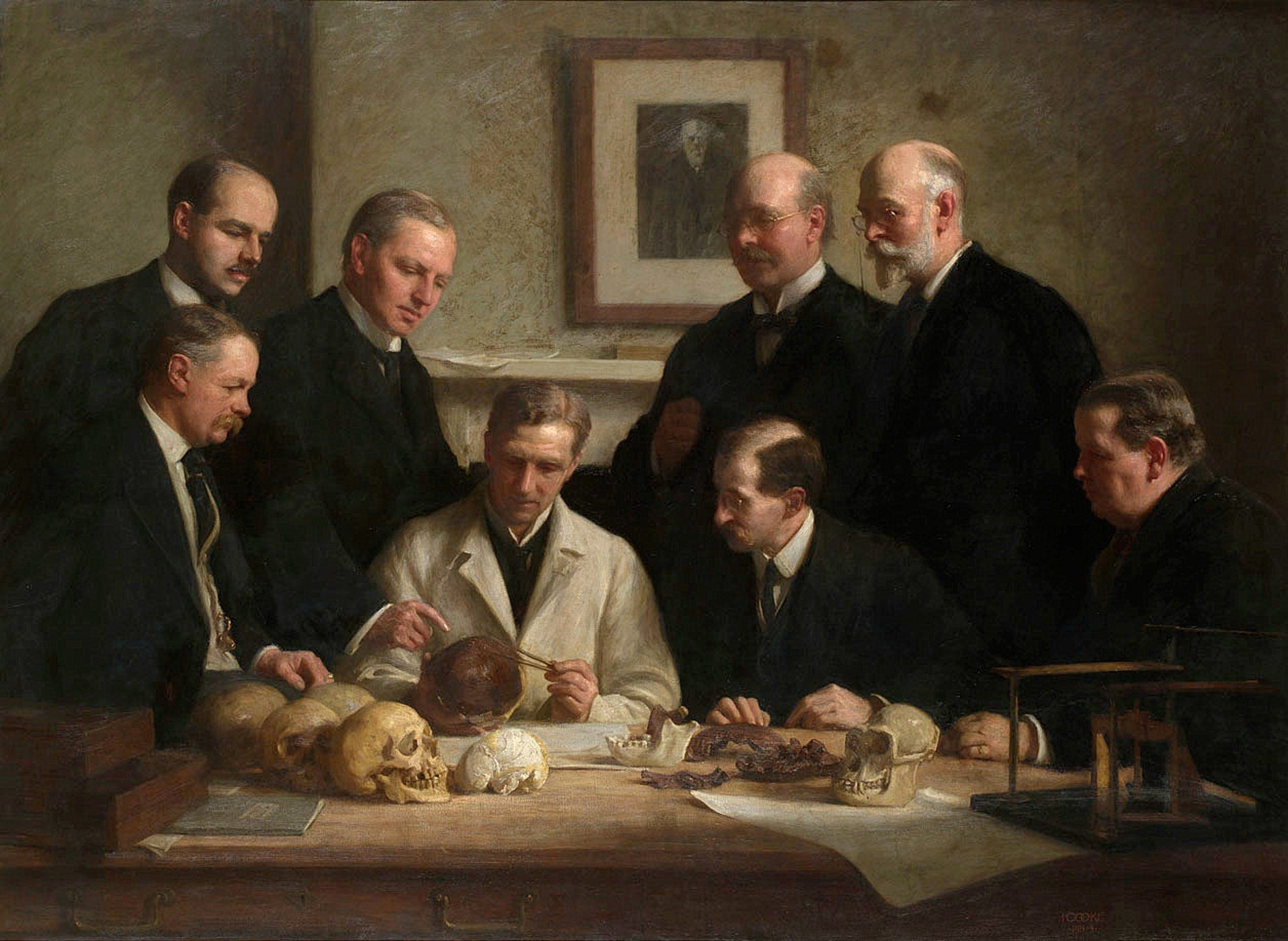
A la filera de darrera, d'esquerra a dreta, F. O. Barlow, G. Elliot Smith, Charles Dawson, Arthur Smith Woodward. A primera fila: A. S. Underwood, Arthur Keith, W. P. Pycraft i Sir Ray Lankester.

Els llibres de Lankester Developmental history of the Mollusca (1875) i Degeneration: a chapter in Darwinism (1880) el fan dirigent de l'estudi del cicle vital dels invertebrats. A Degeneration adapta algunes idees d'Ernst Haeckel i Anton Dohrn (el fundador de l'Stazione Zoologica de Nàpols). Va connectar l'obra de Dohrn amb el Darwinisme, Lankester va mantenir que la degeneració era un dels tres camins generals que pot agafar l'evolució, les altres són l'equilibri i l'elaboració. Lankester va donar diversos exemples de la degeneració en invertebrats com el gènere Sacculina, uns paràsits de crancs.